# 十月初一
十月初一朔，农历十月第一天，中国的寒衣节。

## 节假日和习俗
寒衣节：在这一天，人们给故去的亲人烧去纸制的衣物等，也称“送寒衣”。
道教民歲臘辰
- 十月一日民歲臘，五帝校定生人祿料、官爵、算盡、疾病輕重。其日可謝罪、請添算壽、祭祀先亡、沐浴玄祖。慎勿多食、姪昏醉睡。可行道禮拜、旋逵庭壇。

## 其他内容
- 十斋日

## 参看
- 日历
- 九月廿九 - 九月三十 - 十月初一 - 十月初二 - 十月初三
- 九月初一 - 十月初一 - 十一月初一
- 正月 - 二月 - 三月 - 四月 - 五月 - 六月 - 七月 - 八月 - 九月 - 十月 - 十一月 - 腊月
- 公历10月1日